# Frédéric Airault
Pour les articles homonymes, voir Airault.
Frédéric Airault est un ingénieur et pilote de dirigeable français né le 18 mai 1868 à Paris et mort le 7 octobre 1944 à Clichy. Il fut directeur technique d'un certain nombre d'entreprises d'automobile et d'aviation avant la Première Guerre mondiale.

## Biographie

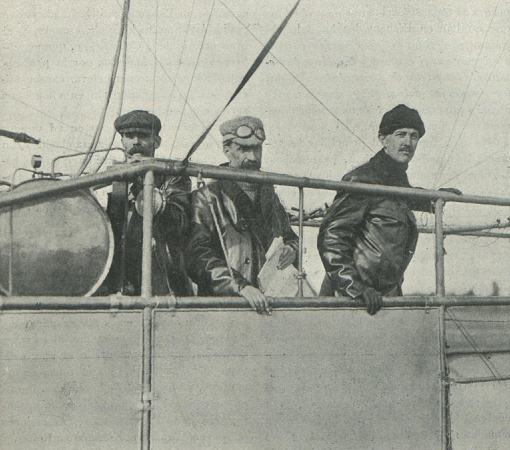
Alfredo Kindelán, Pedro Vives et Frédéric Airault (à gauche) dans le dirigeable España.

Il s'inscrit au campus de l'École des arts et métiers d'Angers à partir de 1884 et obtient son diplôme d'ingénieur en 1887. Airault servit dans la marine française pendant cinq ans et, en 1892, il rejoint la Société française de constructions mécaniques. En 1897, il conçoit un moteur V-4 24 ch à transmission progressive par friction, et à partir de 1899, il travaille chez le constructeur automobile et cycliste Hurtu en tant qu'ingénieur, chef de recherche puis directeur technique. Il y reste quatre ans et devient en 1903 co-directeur des Anciennes usines Buchet à Levallois-Perret, près de Paris, en remplacement d'Élie Buchet, fondateur des « Usines Buchet », décédé fin 1903.
Airault part en 1905 pour devenir directeur général de Fabbrica di Automobili Florentia. Il y reste pendant un an avant de partir pour devenir directeur technique de la Société française des trains Renard en 1906.
L'industriel Henry Deutsch de la Meurthe s'associe à Édouard Surcouf pour former la Société Astra pour fabriquer des dirigeables. Airault pilota le dirigeable Osmanli (le premier dirigeable turc) au parc Saint-Cloud le 18 avril 1909,. Airault fut aussi directeur du parc aéronautique du dirigeable Astra III Ville-de-Nancy (piloté par Édouard Surcouf et Henry Kapférer) à l'Exposition internationale de l'Est de la France à Nancy en 1909.
Fin 1909, il devient directeur technique de la Compagnie générale transaérienne (« CGT ») (plus tard Air France), fondée en octobre 1909 par Louis Blériot et détenue par Henry Deutsch de la Meurthe. Il a installa des usines d'hydrogène à Nancy puis à Beauval pour la CGT,.
Lors des essais de l'Astra VI España le 5 novembre 1909, l'arbre d'hélice rompit, cassant la nacelle. Airault évita la catastrophe, atterrissant d'urgence près de Frémainville, Seine-et-Oise (aujourd'hui Val-d'Oise ), à environ 50 miles (85 km) de Meaux. Ramenée à Beauval, réparée et modifiée, l'España est livrée aux autorités militaires espagnoles au début de 1910.
En août 1910, il reçoit son brevet de pilote-aéronaute pour ballons dirigeables (avec Robert Balny d'Avricourt). La Transaérienne commença alors à exploiter des dirigeables Astra en France et en Suisse. Airault, en tant que pilote en chef de la compagnie, dirigea les opérations de l'Astra VII Ville de Lucerne en août 1910 à Lucerne,,,,. La compagnie Transaérienne proposa ensuite un service d'hydravion sur le lac des Quatre-Cantons et le lac Léman, puis des vols outre-manche en 1911. 
En 1912, il habite au 25 rue de Marignan, à Paris.